# Turniej o Puchar Burmistrza Rawicza 2004
Puchar Burmistrza Rawicza 2004 – turniej żużlowy, rozegrany po raz 10. w Rawiczu, w którym zwyciężył Piotr Dym.

## Finał
- Rawicz, 2 października 2004
- Sędzia: Leszek Demski

| Msc. | Zawodnik             | Klub         | Pkt  |               |  |
| ---- | -------------------- | ------------ | ---- | ------------- |  |
| 1    | Piotr Dym            | Ostrów Wlkp. | 13+3 | (3,2,2,3,3)   |  |
| 2    | Piotr Świderski      | Wrocław      | 13+2 | (3,2,3,3,3)   |  |
| 3    | Grzegorz Walasek     | Częstochowa  | 13+1 | (2,3,3,3,2)   |  |
| 4    | Maciej Kuciapa       | Rzeszów      | 13+0 | (2,3,2,3,2)   |  |
| 5    | Mariusz Puszakowski  | Grudziądz    | 11   | (3,3,d,2,3)   |  |
| 6    | Paweł Hlib           | Gorzów Wlkp. | 11   | (3,2,1,2,3)   |  |
| 7    | Andrzej Huszcza      | Zielona Góra | 8    | (2,1,2,1,2)   |  |
| 8    | Robert Miśkowiak     | Wrocław      | 6    | (2,2,1,d,1)   |  |
| 7    | Rafał Okoniewski     | Zielona Góra | 6    | (1,1,1,2,1)   |  |
| 10   | Maciej Jąder         | Piła         | 5    | (0,3,2,dst,0) |  |
| 11   | Marek Latosi         | Ostrów Wlkp. | 5    | (w,1,3,0,1)   |  |
| 12   | Adrian Gomólski      | Gniezno      | 5    | (1,0,3,1,wu)  |  |
| 13   | Stanisław Burza      | Tarnów       | 5    | (1,0,0,2,2)   |  |
| 14   | rez. Adrian Płuska   | Rawicz       | 1    | (0,1)         |  |
| 15   | Tomasz Piszcz        | Lublin       | 1    | (d,0,d,1,d)   |  |
| 16   | Bartosz Kasprowiak   | Rawicz       | 1    | (0,1,w,w,ns)  |  |
| 17   | rez. Marcin Kędziora | Rawicz       | 0    | (d,0,0,0)     |  |
| 18   | Marcin Nowaczyk      | Rawicz       | 0    | (wu)          |  |